# Vålerenga (wijk)
Vålerenga (Noorse uitspraak: [ˈvôːɽɛŋɑ]) is een wijk in de stad Oslo in Noorwegen. De wijk maakt deel uit van het stadsdeel Gamle Oslo en is gelegen tussen de wijken Gamlebyen, Jordal, Ensjø, Etterstad en Lodalen. Vålerenga is vooral bekend vanwege zijn traditionele, kleine, houten huisjes en zijn voetbal- en ijshockeyteams Vålerenga IF Fotball en Vålerenga Ishockey.